# 富加島

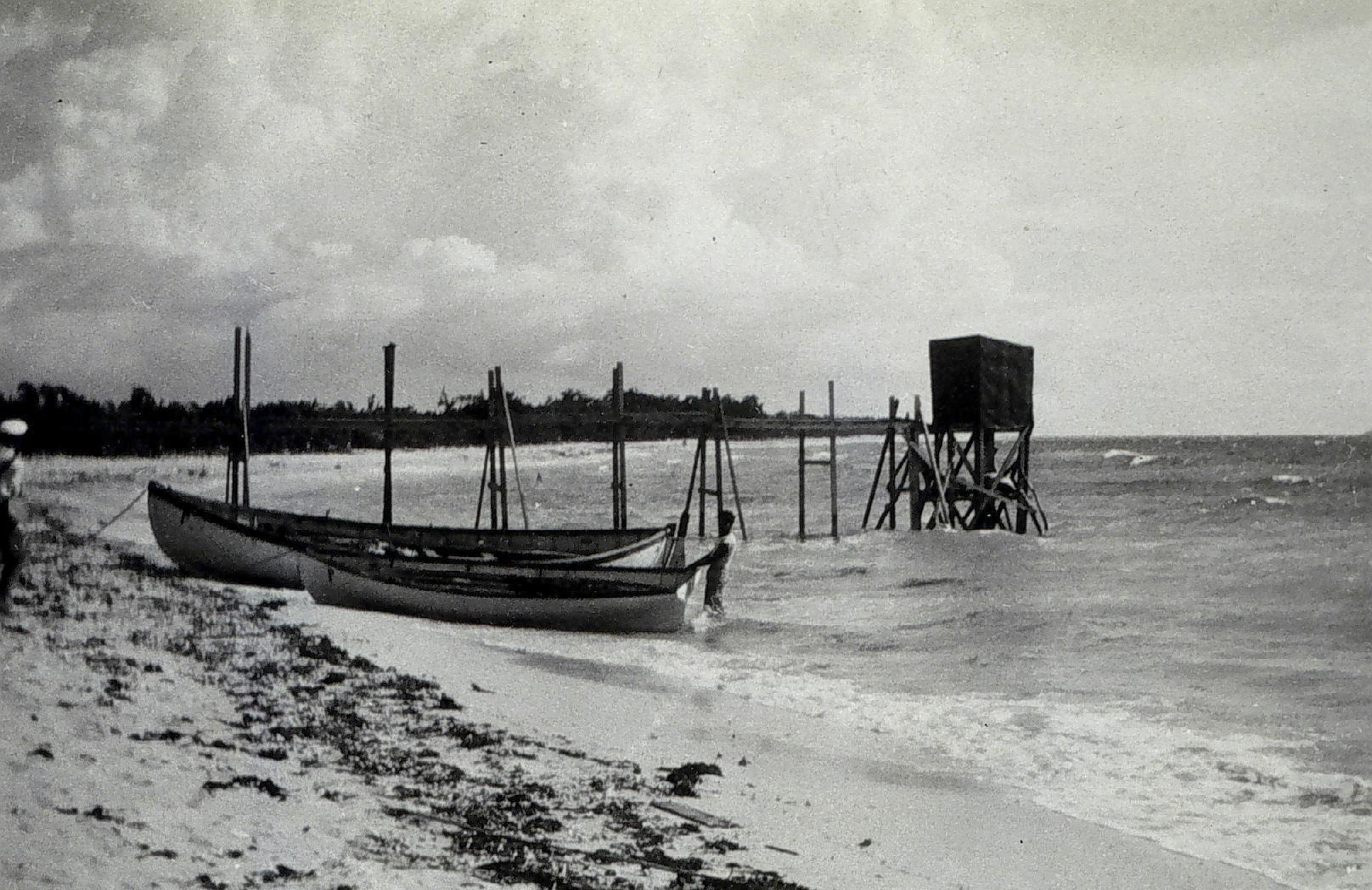

富加島是菲律賓的島嶼，位於菲律賓海，由卡加延省負責管轄，屬於巴布延群島的一部分，長22公里、寬6公里，面積100平方公里，最高點海拔高度191米，2007年人口1,786。

## 外部連結
- http://www.sfu.ca/fuga/history/index.html （页面存档备份，存于）
- Gma News Video, Isla Fuga （页面存档备份，存于）

18°52′20″N 121°21′56″E / 18.87218°N 121.36562°E